# Senyalització ferroviària

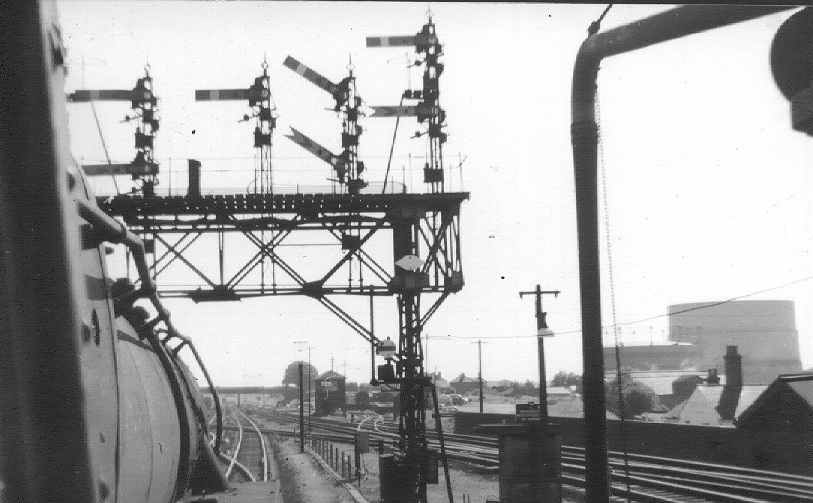
Senyals mecànics anglesos de ferrocarril.

Un  senyal de ferrocarril  és un dispositiu (manual, mecànic, elèctric o altres) que indica als maquinistes d'un tren l'estat de disponibilitat de la via que tenen al davant i, en conseqüència, els avisa de si han de parar o no, o la velocitat a la qual han d'anar o qualsevol altre tipus d'informació.
Poden ser elèctrics o mecànics i són imprescindibles per tal de proporcionar una circulació funcional i amb seguretat. Els més importants serien els semàfors. Els senyals varien de forma notable entre uns països i uns altres fins i tot el seu significat.
Algunes xarxes o companyies ferroviàries han optat per la combinació dels senyals per donar missatges més concrets i específics. A tall d'exemple, podem trobar un senyal en vermell que ens obliga a aturar-nos, però si aquest va acompanyat d'una llum blanca, podríem reprendre la marxa passat un minut.
Fins i tot hi ha senyals que ofereixen intermitència, canviant el seu significat de quan no ho estan, encara que per regla general no són missatges contradictoris, sinó més específics, per exemple, si és verd sense  intermitència , és via lliure a velocitat normal, si és verd amb intermitència o parpelleig és via lliure condicional i no excedirà de 160 km/h.
També la posició del senyal és important: si aquesta està entre diverses vies, a través d'unes fletxes indicadores podrà donar la indicació a la via determinada. Si toca una columna o és un senyal baixa.
De totes maneres i com a regla general, el missatge del senyal ha de ser clar, comprensible i no donat a interpretacions.

## Història
Els primers senyals que es van començar a utilitzar eren realitzats per persones, a Espanya se'ls denominava  policia de ferrocarrils i la indicació la donaven utilitzant els braços, estès era quan la línia estava ocupada, quan els braços estaven enganxats al cos la línia es trobava lliure d'altres trens.
Més tard es van començar a utilitzar diferents objectes, tots amb la característica que era necessari la presència física de la persona, de manera que el lloc on es mostrava el senyal podia variar a voluntat, així es va arribar a emprar les banderoles de diferents colors i es va afegir el senyal de precaució.

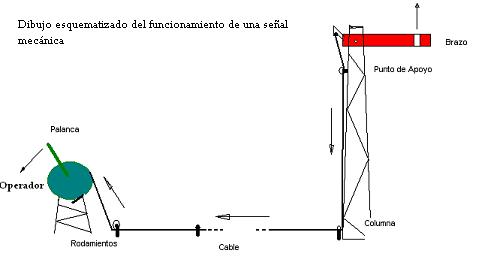
Esquema del funcionament d'un senyal mecànic.

L'aparició del semàfor el 1841 en tren de Mataró, corresponent a la Xarxa Catalana, va marcar un pas considerable. Era un pal de quatre metres d'alt amb un braç que estés en la seva situació vertical suposava via lliure, amb 45 graus indicava precaució i horitzontal obligava a parar. En primer lloc no era necessària la presència de l'operari en el mateix lloc del senyal, aquest es presentava en el mateix lloc, en un punt elevat en comparació i fàcilment recognoscible pel maquinista fins i tot en condicions climatològiques adverses. En certa forma permetia la centralització, és a dir, un agent podia governar des d'un punt molts senyals a través d'un sistema de cables que al tensar o destensar i per mitjà d'un sistema simple de politges pogués apujar o abaixar el braç mecànic.
No obstant això, quan la visibilitat disminuïa, en arribar la nit, l'operari havia d'acostar-se amb el fanal de petroli o d'oli a donar-li les indicacions al maquinista. Això últim es va solucionar posant el fanal en el mateix senyal: va ser el començament dels senyals lluminosos.
No tots els senyals es basaven en la vista, ja que hi ha els senyals acústics, avui dia desapareguts en la majoria de les companyies. Aquests senyals eren un petit explosiu encapsulat (generalment plàstic) que se subjectava al riel per diferents mètodes. En passar el tren, la llanda de la roda l'aixafava i el detonava, i el soroll de la detonació obligava al maquinista a aturar el tren. La velocitat i les mesures d'aïllament de les cabines de conducció van inutilitzar aquest senyal.
Els senyals van entrar en sistemes més complexos en la mateixa proporció dels avanços tecnològics, substituint el sistema de filferros per l'hidràulic i més tard l'elèctric. L'avanç d'aquest tipus de senyals va portar amb si, al seu torn, l'avanç en els sistemes de bloqueig, com el bloqueig automàtic, sistema que aprofita la conductivitat dels rails per obtenir informació del pas del tren, de manera que en passar el tren pel cantó protegit per aquest tipus de bloqueig, les llandes uneixen els dos carrils elèctricament, la qual cosa provoca un tancament de circuit elèctric (com prémer un interruptor de la llum), que és detectat per la unitat de control, que tancarà o posarà en vermell el senyal posterior perquè cap altre tren pugui envair el cantó. Aquest sistema d'ús majoritari té l'avantatge que en cas de trencament del rail, s'interromp el circuit, el que és immediatament detectat per la unitat de control, tancant els senyals.
Actualment són els orris els responsables dels senyals, avisant fins i tot de l'avaria en el fos de la bombeta del semàfor.
El sistema ASFA (Anunci de Senyals i Frenat Automàtic) va acabar amb la incertesa del maquinista a l'hora de percebre els senyals evitant confusions i possibilitant la circulació  a cegues . El sistema es basa en unes balises que estan en la caixa de la via entre els dos carrils, normalment a una distància d'entre 50 i 60 cm del carril dret segons la marxa i sempre davant dels senyals (2 balises una a 300 mi una altra entre 1 i 5 m). El tren passa necessàriament per sobre d'aquesta, captant la informació a través d'un sistema inductiu. Aquesta informació és simplement de com es troba el senyal. Si el senyal es troba en verd, el sistema donarà al maquinista un senyal sonor curt, si el senyal és anunci de parada o anunci de precaució, el senyal serà més llarg i el maquinista haurà de prémer el botó de reconeixement de senyal en el panell de control del sistema. Juntament amb el reconeixement el maquinista reduirà immediatament la velocitat del tren, en cas de ser indicació de parada procedirà a fer-la. L'incompliment del reconeixement, de la reducció o de la parada fa que actuï el sistema de frenada automàtic detenint el tren.

## Tipus de senyals

Definim com a senyals els aparells de via destinats a transmetre informació als maquinistes que circulen per elles. De vegades el terme senyal s'empra tant per a l'aparell en si: semàfor, cartell, etc. com per al codi de signes transmesa: parada, via lliure, etc. Diferenciarem, en primer lloc, els diferents senyals quant a la funció que exerceixen, el lloc de la via on estan posats i el codi de signes i informacions que els senyals poden transmetre.
Així els senyals es classifiquen:

### Segons la seva funció
- Senyals fixos : Són els que regulen el trànsit dels trens i maniobres, així com la seva velocitat. Estan instal·lats en punts determinats de la via o de les estacions, d'una manera permanent o temporal.

Es divideixen en:
- Senyals fonamentals : Determinen les condicions de circulació de trens i maniobres, determinant la seva prioritat o no per ocupar el cantó següent, que hagi de detenir-se o en quines condicions serà apartat o canviat de via.
- Senyals indicadors : Complementen o matisen les ordres dels senyals fonamentals segons els casos.

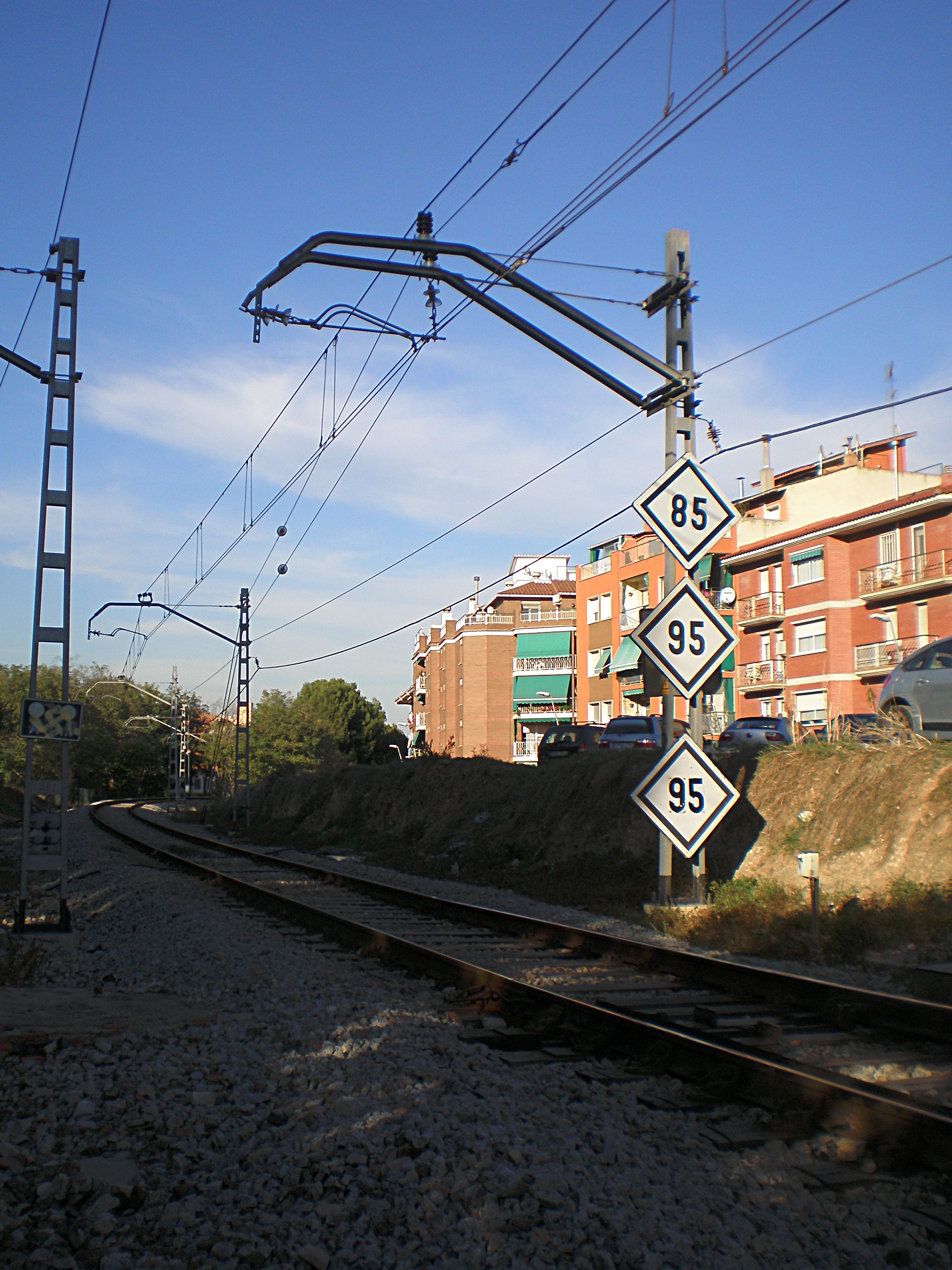
Senyals de limitació de velocitat a la sortida cap Parets del Vallès de l'estació de Mollet - Santa Rosa (Mollet del Vallès, Vallès Oriental). Les diferents velocitats corresponen als tipus de tren de Renfe Operadora, de dalt a baix: Tipus "Normal" o "N", tipus "A" i tipus "B".

- Senyals de limitació de velocitat : Anuncien i imposen restriccions en la velocitat dels trens per circumstàncies particulars de la via o de les instal·lacions, amb caràcter permanent o temporal.
- Senyals portàtils : Els senyals que poden fer-se al maquinista en qualsevol moment o lloc, per avisar o fer indicacions sobre circumstàncies que l'afectin.
- Senyals dels trens : Són els que porten els trens al capdavant i cua, indicant el sentit de la marxa.

### Segons el lloc on estan instal·lats
Els senyals fixos fonamentals, segons el lloc on estiguin instal, poden ser:
- Senyal avançat : el situat davant del senyal d'entrada o, en defecte d'aquest, d'una estació.
- Senyal d'entrada : el situat a l'entrada d'una estació o bifurcació.
- Senyal de sortida : el situat a la sortida d'una estació.
- Senyal de protecció : el situat davant d'un carregador i l'anterior que estigui relacionat amb ella.
- Senyal intermedi : el situat, en línies amb BA, entre el de sortida d'una estació i l'avançat de la següent estació o bifurcació. Un senyal intermedi pot ser també de protecció.
- Senyal de retrocés : el situat, en via única, a continuació d'un senyal d'entrada, i en via doble, el situat a la via contrària.
- De retrocés interior : el situat a continuació de la primera agulla.
- Senyal de Pas a Nivell : el situat davant d'un pas a nivell proveït de dispositius de seguretat automàtics.

## Segons les indicacions que poden donar
Senyal verd  o  via lliure 
| Circular normalment si res no s'oposa. | Via lliure · Via lliure · Via lliure |

 Senyal groc  o  anunci de parada 
| Indica al maquinista que s'ha de posar en condicions d'aturar davant el senyal següent, piquet de sortida de la via d'estacionament o final de via. | Anunci de parada · Anunci de parada · Anunci de parada |

 Senyal vermell  o  parada 
| Ordena al maquinista aturar davant el senyal sense ultrapassar. | Parada · Parada · Parada · Parada |

 Senyal groc i verd  o  anunci de precaució 
| Anunci de precaució. No excedir de 30 km/h la velocitat indicada per la alfanumèrica d'informació fixa o variable lluminosa, al pas per les agulles situades a continuació del següent senyal. | Precaució · Precaució · Precaució |

 Senyal vermell i blanc 
| superi autoritzat, indica al maquinista que s'aturi davant el senyal, i que reprengui la marxa, circulant amb marxa de maniobres, fins al punt d'estacionament. El blanc pot ser a centelleigs, el que ens indica que no cal aturar-nos davant seu. Pot trobar aquest senyal en l'entrada d'una estació, o a l'interior d'aquesta. A l'interior ens indica continuar la marxa de maniobres fins al senyal següent o el piquet de la via d'estacionament. Si no existís senyal de sortida, la marxa de maniobres seria fins a depassar les agulles de sortida. Si fos una maniobra i es presentés aquest senyal, s'ha de circular quan ho ordeni l'encarregat de la mateixa. | Aturar i continuar a poc a poc · Aturar i continuar a poc a poc · Aturar i continuar a poc a poc · Aturar i continuar a poc a poc |

 Senyal blanc 
| Moviment autoritzat, indica al maquinista, dins d'una estació (només es troba allà, mai en plena via), que circuli en marxa de maniobres fins al senyal següent, atenent al que aquesta indiqui. En algunes estacions és necessària el senyal de marxi el tren. Si es tracta d'un tren en moviment, circularà normalment si res no s'oposa. I si fos una maniobra, circularà quan ho ordeni l'encarregat de la mateixa. | Circular a poc a poc · Circular a poc a poc · Circular a poc a poc · Circular a poc a poc |

 Senyals de limitació de velocitat 
| Hi ha dos tipus: les d'anunci de velocitat limitada i les executives d'aquest anunci, és a dir, des del punt que cal complir la limitació. Els senyals d'anunci de velocitat indiquen la velocitat que mai s'ha de sobrepassar al pas per l'executiva d'aquest senyal. Aquests són rodons. Els senyals executius de velocitat limitada indiquen el punt des del qual comença aquesta limitació. Aquests són romboïdals. Tant els d'anunci com els de limitació, poden ser de fons blanc, permanents o grocs, temporals (per obres). Existeix també un senyal de fi de velocitat limitada, quadrat de fons blanc o groc segons sigui temporal o permanent. | Anunci de limitació · Anunci de limitació · Final de limitació |

 Senyals per avisar 
| Indica al maquinista que faci una xiulada d'atenció. | S |

 Piquet de a l'entrevia 
| Està situat a l'angle de convergència de dues vies i indica el punt fins al que és compatible la circulació per les dues. | A l'entrevia |

 Pantalles de proximitat 
| Ens indica la proximitat d'un senyal avançat; estan situats el primer a 500 m d'aquest senyal, el segon a 150 m del primer i el tercer, almenys a 200 m del senyal si aquest és visible des de la pantalla, en cas de no ser així, la distància serà menor fins que sigui visible. | Senyals de proximitat |

 Canvi de bloqueig 
| Senyal de començament del sistema de bloqueig d'alliberament automàtica en via única amb CTC. | COMENÇA B.L.A.U. AMB CTC |

 Via a la que afecta l'ordre del senyal 
| Col·locat al pal d'un senyal indica sobre quina via té efecte la mateixa. | Via afectada pel senyal |